# Claudio Sánchez-Albornoz
Claudio Sánchez-Albornoz y Menduiña (Madrid, 7 de abril de 1893-Ávila, 8 de julio de 1984) fue un historiador y político español, ministro durante la Segunda República y presidente de su Gobierno en el exilio entre 1962 y 1971.

## Biografía
Licenciado en Filosofía y Letras en 1913 con premio extraordinario, se doctoró en 1914 por la Universidad de Madrid con una tesis titulada La Monarquía en Asturias, León y Castilla durante los siglos VIII al XIII. La Potestad Real y los Señoríos. Número uno en las oposiciones al Cuerpo Facultativo de Archivos, Bibliotecas y Museos, fue catedrático numerario de Historia de España en las universidades de Barcelona, Valencia, Valladolid y Madrid.
En 1926 ingresó en la Real Academia de la Historia. Fue rector de la Universidad Central entre 1932 y 1934, diputado por Ávila entre 1931 y 1936, ministro de Estado en 1933, vicepresidente de las Cortes en 1936, consejero de Instrucción Pública entre 1931 y 1933, y embajador de España en Lisboa.
En el debate de totalidad de la Constitución de 1931 fue el portavoz de su grupo Acción Republicana (AR). Durante su intervención después de elogiar a su jefe de filas Manuel Azaña, por su "labor revolucionaria en el Ejército que todos pueden aplaudir", apoyó el proyecto presentado por la Comisión de Constitución, aceptando tanto su "tendencia socializante" ("sentimos la justicia de las reivindicaciones socialistas, de la política socialista") como su "tendencia autonomista", porque responde al hecho de que "España ha sido siempre una y múltiple". "No puedo inspirar sospechas, como he dicho, por ser castellano, y sin embargo afirmó la necesidad de aceptar el doble hecho de la variedad y de la unidad españolas". Hacia el final de su discurso afirmó:

La República española ha venido para transformar radicalmente España, no sólo en el orden político, sino en todo, para impedir que siga corriendo a la deriva, sesteando, como ha venido sesteando secularmente a través de la historia

Fue ministro de Estado en el fallido gobierno que Alejandro Lerroux presidió en septiembre de 1933, y ocupó el mismo cargo en el siguiente gobierno presidido por Diego Martínez Barrio hasta mediados de diciembre.

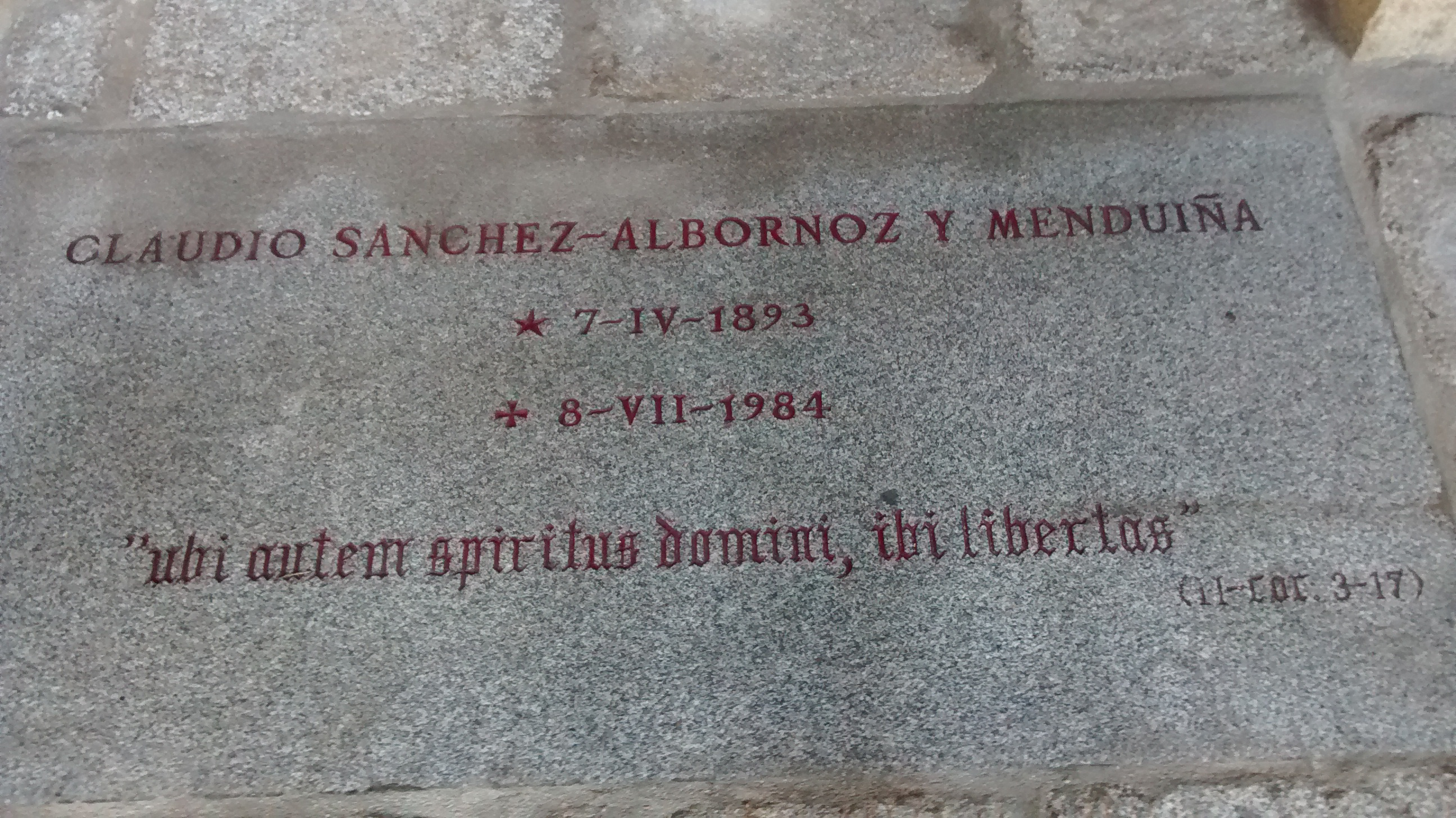
Tumba de Claudio Sánchez-Albornoz en la catedral de Ávila.

Al estallar la guerra civil era embajador de España en Lisboa, y se encontró con una deserción en masa del personal de la embajada al bando sublevado. La dictadura de Salazar, aliada de Franco, fue extremadamente hostil con el diplomático español, siendo este amenazado de muerte e informado de un plan para secuestrar a sus hijas, y el embajador llegaría a estar aislado y vigilado por la policía portuguesa; aun así logró salvar la vida de exiliados como el exdiputado socialista Narciso Vázquez Torres o el republicano Miguel Granados, entre otros.

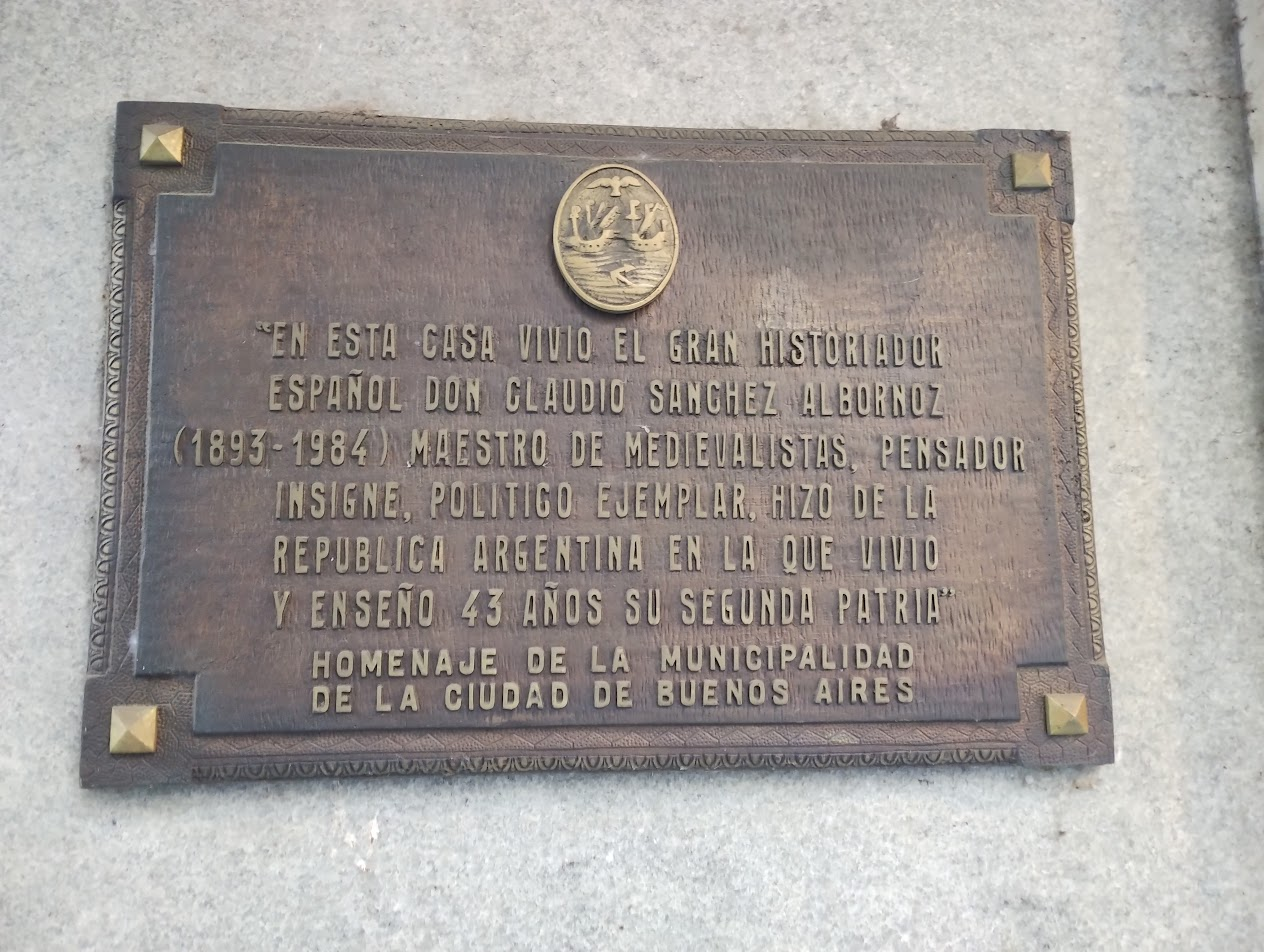
Placa conmemorativa en lo que fuera el edificio donde vivió Claudio Sánchez Albornoz en la ciudad de Buenos Aires, en la calle Anchorena 1481.

Ante las dificultades que encontraba en el país luso partió hacia el exilio en Argentina, siendo profesor de Historia en las universidades de Mendoza y Buenos Aires, y fundó en dicho país el Instituto de Historia de España y la revista Cuadernos de Historia de España. Fue muy divulgada su polémica con Américo Castro dentro del llamado debate sobre el Ser de España. Además, entre 1946 y 1951 dictó cursos en la recientemente creada Facultad de Humanidades y Ciencias de la Educación de Montevideo. Desde marzo de 1962 hasta febrero de 1971 fue presidente del Gobierno de la República española en el exilio.
En 1976 regresó a España por dos meses, y se asentó en Ávila definitivamente en 1983, donde murió en julio del año siguiente, tras recibir algo más de un mes antes el Premio Príncipe de Asturias de Comunicación y Humanidades. Fue enterrado en el claustro de la catedral de Ávila. Una fundación lleva su nombre.

## Premios y distinciones
- Hijo adoptivo de Asturias.
- Hijo adoptivo de Ávila (1924, retirado en 1937 y restituido en 2024).[6]
- Hijo adoptivo de la provincia de León.
- Medalla de Oro de la Provincia y Ciudad de Ávila.
- Gran Cruz de la Real y Muy Distinguida Orden de Carlos III (1983)[7]
- Premio Príncipe de Asturias de Comunicación y Humanidades (1984).

## Publicaciones
- Estampas de la vida en León hace mil años, Madrid, 1926.
- En torno a los orígenes del feudalismo. Mendoza, 1942.
- Ruina y extinción del municipio romano en España e instituciones que lo reemplazan. Buenos Aires, 1943.
- España y el Islam. Buenos Aires, 1943
- El Ajbar Maymu’a. Problemas historiográficos que suscita. Buenos Aires, 1944.
- El "Stipendium" hispano-godo y los orígenes del beneficio prefeudal. Buenos Aires, 1947.
- Una ciudad hispano-cristiana hace un milenio. Estampas de la vida en León. Buenos Aires, 1947.
- España: un enigma histórico. Buenos Aires, 1956.
- Españoles ante la historia. Buenos Aires, 1958.
- De ayer y de hoy. Madrid, 1958.
- La España Musulmana. Buenos Aires, 1960
- Estudios sobre las instituciones medievales españolas. México, 1965.
- Despoblación y repoblación en el Valle del Duero. Buenos Aires, 1966.
- Investigaciones sobre historiografía hispana medieval (siglos VIII al XIII). Buenos Aires, 1967.
- Investigaciones y documentos sobre las instituciones hispanas. Santiago de Chile, 1970.
- Miscelánea de estudios históricos. León, 1970.
- Orígenes de la nación española. Estudios críticos sobre la Historia del reino de Asturias. Oviedo, t. I: 1972, t. II: 1974, t. III: 1975.
- De mi anecdotario político (1972)[8]
- Ben Ammar de Sevilla: una tragedia en la España de los Taifas. Madrid, 1972.
- Del ayer de España. Trípticos históricos. Madrid, 1973.
- Ensayos sobre Historia de España. Madrid, 1973.
- Vascos y navarros en su temprana historia. Madrid, 1974.
- El Islam de España y el Occidente. Madrid, 1974.
- Mi testamento histórico político. Barcelona, 1975.
- Viejos y nuevos estudios sobre las instituciones medievales españolas. Madrid, 1976.
- El régimen de la tierra en el reino asturleonés hace mil años. Buenos Aires, 1978.
- Confidencias (1979)[8]
- El reino asturleonés (722-1037). Sociedad, Economía, Gobierno, Cultura y Vida. Historia de España Menéndez Pidal, t. VII, vol. 1, Madrid, 1980.
- Estudios sobre Galicia en la temprana Edad Media. La Coruña, 1981.
- Orígenes del Reino de Pamplona. Su vinculación con el Valle del Ebro. Pamplona, 1981.
- Postrimerías. Del pasado hacia el futuro (1981)[8]
- Todavía. Otra vez de ayer y de hoy (1982)[8]
- La Edad Media española y la empresa de América. Madrid, 1983.
- Santiago, hechura de España. Estudios Jacobeos. Prólogo de José-Luis Martín. Ávila, 1993.